# Massacra
Massacra (рус. резня) — французская дэт-метал-группа, основанная в 1986 году в Франконвиле, Валь-д’Уаз, Франция. Группу называют «одной из ведущих французских дэт-метал-групп начала девяностых». Группа распалась после того, как гитарист Фред Дюваль умер от рака кожи 6 июня 1997 года в возрасте 29 лет. Некоторые участники группы в 1996 году создали индастриал-проект «Zero Tolerance» и выпустили один альбом на Active Records.

## Состав группы

### Состав до распада
- Жан-Марк Тристани — гитара (1986—1997)
- Фред «Death» Дюваль — вокал, гитара (1986—1997)
- Паскаль Йоргенсен — вокал, бас-гитара (1986—1997)
- Бьёрн Круггер — ударные (1995—1997)

### Бывший состав
- Крис Паленгат — ударные (1988—1991)
- Маттиас Лиммер — ударные (1992—1994)

## Дискография

### Демо-альбомы
- Legion of Torture (demo, 1987)
- Final Holocaust (demo, 1988)
- Nearer from Death (demo, 1989)

### Студийные альбомы
- Final Holocaust[англ.] (1990)
- Enjoy the Violence[англ.] (1991)
- Signs of the Decline[англ.] (1992)
- Sick[англ.] (1994)
- Humanise Human[англ.] (1995)

### Компиляции
- Apocalyptic Warriors, Pt. 1 (compilation, 2000)